# 哈姆雷特之男臣之死
《哈姆雷特之男臣之死》（英語：Rosencrantz and Guildenstern Are Dead）是英国剧作家湯姆·斯托帕德创作的一部荒诞派、存在主义悲喜剧，首次上演于1966年的爱丁堡艺穗节。该剧扩展莎士比亚《哈姆雷特》中两个次要角色——宫廷侍臣罗森克兰茨和吉尔登斯吞的故事，主要背景设定在丹麦。
斯托帕德的剧作主要发生在莎士比亚《哈姆雷特》的“幕后”，其中包含《哈姆雷特》中的主要人物短暂出场并上演原作中的片段。在这些片段之间，两位主角对他们在《哈姆雷特》剧情进展中的困惑进行探讨，因为他们对《哈姆雷特》中的事件毫无直接了解。
人们还将这部剧与萨缪尔·贝克特的《等待果陀》进行比较，因为两部剧中都有两个中心人物，这两个人物看起来几乎像是一个角色的两个部分。许多情节特征也相似：角色们通过玩“问答游戏”、模仿其他角色、相互打断或长时间沉默来消磨时间。

## 标题
标题直接取自莎士比亚《哈姆雷特》的最后一幕。在较早的一个场景中，丹麦的阴险国王（哈姆雷特的叔叔克勞狄斯，他为了获得王位而谋杀哈姆雷特的父亲）将哈姆雷特王子流放到英格兰。在前往英格兰的途中，哈姆雷特发现了一封由克勞狄斯國王写给英格兰的信，这封信由哈姆雷特以前的朋友但现在已不再信任的罗森克兰茨和吉尔登斯吞携带。信中命令英格兰一到达就将哈姆雷特处死。哈姆雷特改写了这封信，命令处死罗森克兰茨和吉尔登斯吞。他随后逃回丹麦。
在莎士比亚的剧作结尾，哈姆雷特王子、雷欧提斯、歐菲莉亞、波洛涅斯、克勞狄斯國王和格特鲁德王后全都死了。
来自英格兰的大使来到现场，直言不讳地报告“罗森克兰茨与吉尔登斯吞死了”（《哈姆雷特》第五幕第二场，第411行）；他们加入了被刺死、毒死和溺死的主要角色的行列。在《哈姆雷特》的结尾，霍拉旭是唯一幸存的主要人物。
之前，威廉·S·吉尔伯特在1874年写了一部性质相似的讽刺剧《罗森克兰茨与吉尔登斯特恩》，并于1891年上演。

## 剧情简介
以威廉·莎士比亚的《哈姆雷特》为背景，《哈姆雷特之男臣之死》讲述了剧中同名角色的思考和遭遇。该剧的结构是《哈姆雷特》的逆转，在《哈姆雷特》中，罗森克兰茨和吉尔登斯吞是两位次要角色，他们是王子的童年好友；而在这部戏中，这对二人组成为焦点，哈姆雷特本人则是一个次要角色，他的行动大多发生在幕后，只有在几个短暂的场景中戏剧性地交织在一起。
在《哈姆雷特》中，罗森克兰茨和吉尔登斯吞奉国王之命，试图探查哈姆雷特的动机并策划对付他。然而，哈姆雷特嘲弄并智胜了他们，最终他们而不是哈姆雷特被判死刑。《哈姆雷特之男臣之死》从这对二人组的角度探索了这些事件；他们的行动在很大程度上显得荒谬，因为它们被哈姆雷特的剧情所超越和决定。
在观看《冈扎戈之死》——《哈姆雷特》中的戲中戲——的表演后，他们发现自己在一艘船上，正运送哈姆雷特王子前往英格兰国王那里，表演该戏的剧团也作为偷渡者在船上。他们本应将一封命令处死哈姆雷特的信交给国王，然而哈姆雷特发现了这封信并替换了另一封信。在航行过程中，船被海盗劫持，随后发现哈姆雷特失踪了，而信中现在命令英格兰君主处死他们。
剧团重现了《哈姆雷特》中的决斗场景，罗森克兰茨和吉尔登斯吞最终接受了“命运所至”（quo fata ferunt）。该剧以《哈姆雷特》的最后一幕结束，英格蘭大使到场并宣布“罗森克兰茨与吉尔登斯吞死了”。

## 概要

### 第一幕
罗森克兰茨和吉尔登斯吞在赌掷硬币。每次赌正面朝上的罗森克兰茨连续赢了92次。根据概率法则，这一事件的极端不可能性让吉尔登斯吞怀疑他们可能“处于不自然、次自然或超自然的力量之中”。剧中透露，这对搭档是奉国王的命令前往宫廷。吉尔登斯吞对现实的本质进行理论推测，认为当更多人见证某事件时，该事件会变得愈加真实。
一支悲剧演员剧团到达并向他们提供演出。这些演员似乎只能进行涉及血腥场面的表演。接下来的两个宫廷场景取自《哈姆雷特》的情节。第一个涉及哈姆雷特和歐菲莉亞，发生在《哈姆雷特》的幕后——舞台指示完全重复歐菲莉亞在《哈姆雷特》中向波洛涅斯描述事件的原话。第二个场景直接取自《哈姆雷特》：罗森克兰茨和吉尔登斯吞在剧中的首次出场。丹麦国王和王后：克勞狄斯和格特鲁德，要求两人查明哈姆雷特最近的疯狂行为的原因。王室夫妇无法区分两位侍臣，这也使得他们自己感到烦恼。
罗森克兰茨和吉尔登斯吞尝试通过一个扮演哈姆雷特，另一个向他提问来为与王子的会面做准备，但他们并未从中获取新信息。第一幕以他们终于与哈姆雷特面对面的场景结束。

### 第二幕
罗森克兰茨、吉尔登斯吞和哈姆雷特之间的对话结束。吉尔登斯吞试图保持乐观，而罗森克兰茨承认他们没有取得任何进展，并且完全被哈姆雷特智胜。
演员团团长回到舞台上。他对两人没有留下观看他们的表演感到愤怒，因为没有观众，他的悲剧演员们就什么都不是。他告诉他们停止质疑自己的存在，因为生活看起来太混乱，无法理解。演员团团长、罗森克兰茨和吉尔登斯吞陷入了另一场展示语言局限性的无逻辑对话。演员团团长离开去准备在哈姆雷特和国王王后面前上演《冈扎戈之死》。
克勞狄斯和格特鲁德进来，开始另一个直接取自《哈姆雷特》的短场景：他们询问两人关于与哈姆雷特会面的情况，罗森克兰茨和吉尔登斯吞告诉他们哈姆雷特对悲剧演员表演的兴趣。克勞狄斯和格特鲁德离开后，罗森克兰茨和吉尔登斯吞对他们的任务进行反思。他们看到哈姆雷特走过，但没有抓住机会审问他。
悲剧演员团返回并进行《冈扎戈之死》的彩排。他们的表演超出了《哈姆雷特》中的情节范围；类似罗森克兰茨和吉尔登斯吞的角色被描绘成在一次海上航行中被英国侍臣杀害，预示着这对搭档的真正命运。罗森克兰茨并未完全理解这一点，但吉尔登斯吞因演员团无法真实捕捉死亡的本质而感到恐惧并进行了语言攻击。舞台变暗。
当舞台再次可见时，罗森克兰茨和吉尔登斯吞以扮演他们死亡场景的演员相同的姿势躺着。两人对他们已成为王室棋子的事实感到沮丧。克勞狄斯再次进来，命令他们找到哈姆雷特藏匿波洛涅斯尸体的地方。经过多次尝试，他们最终找到哈姆雷特，他与克勞狄斯离开。
罗森克兰茨因为完成了任务而感到高兴，但吉尔登斯吞知道任务还没有结束。哈姆雷特出现，与一名挪威士兵交谈。罗森克兰茨决定很高兴陪同哈姆雷特去英格兰，因为这意味着摆脱丹麦宫廷的命令。吉尔登斯吞则明白无论他们去哪里，他们仍然困在这个世界里。

### 第三幕
罗森克兰茨和吉尔登斯吞发现自己在一艘已经启航的船上。两人似乎不知道自己是怎么到那里的。一开始，他们试图确定自己是否还活着，随后他们意识到自己还活着并在一艘船上。他们记得克勞狄斯让他们递送一封信到英格兰。经过短暂的混乱，他们找到了信并最终打开它。他们发现克勞狄斯要求处死哈姆雷特。虽然罗森克兰茨现在似乎不愿执行命令，但吉尔登斯吞说服他，他们不配干涉命运和国王的计划。舞台变暗，角色们可能进入睡眠状态。哈姆雷特调换了信，这一幕在《哈姆雷特》中发生在幕后。
两人发现悲剧演员们“不可思议地”（根据舞台指示）藏在甲板上的几个桶中。他们因表演冒犯了克勞狄斯而逃离丹麦。罗森克兰茨抱怨缺乏动作，海盗袭击了船只。哈姆雷特、罗森克兰茨、吉尔登斯吞和演员团团长分别藏在不同的桶里。灯光暗淡。
当灯光再次亮起时，哈姆雷特已经消失（在《哈姆雷特》中报道他被海盗从船上绑架）。罗森克兰茨和吉尔登斯吞惊慌失措，随后重新阅读信件，发现信中现在要求处死他们而不是王子。吉尔登斯吞不明白为什么他们如此重要以至于必须被处死。
演员团团长告诉吉尔登斯吞，所有道路的终点都是死亡。吉尔登斯吞崩溃了，从演员团团长的腰带上抽出匕首，喊道他的死亡表演无法做到对真实死亡的公正。他刺向演员团团长，后者似乎死了。吉尔登斯吞完全相信他已经杀死了演员团团长。几秒钟后，悲剧演员们开始鼓掌，演员团团长站起来鞠躬，展示出匕首是一把具有可缩回刀片的戏剧道具。悲剧演员们随后上演了《哈姆雷特》最后一幕的死亡场景。
灯光转变，使得罗森克兰茨和吉尔登斯吞看起来独自站在舞台上。罗森克兰茨仍然不明白为什么他们必须死，但他接受了自己的命运并消失了。吉尔登斯吞想知道他何时错过了可以阻止这一系列事件的机会。他也消失了。最后一幕呈现出莎士比亚《哈姆雷特》的最后几行，英格兰大使宣布罗森克兰茨和吉尔登斯吞死了。

## 主题和思想

### 荒诞
斯托帕德强调了世界的随机性。在第一幕开头，罗森克兰茨和吉尔登斯吞打赌掷硬币，罗森克兰茨连续92次赢得正面朝上。吉尔登斯吞创建了一系列三段论来解释这一现象，但没有任何解释真正符合概率理论。

### 艺术与现实
演员们帮助展示了艺术与现实之间的冲突。罗森克兰茨和吉尔登斯吞生活的世界缺乏秩序，但艺术允许人们创造人工秩序。正如演员团团长所说：“所有艺术都有一个设计在起作用。”艺术与现实世界相冲突。为了触及他唯一可以确定的现实，吉尔登斯吞喊道：“没有人在死亡后站起来——没有掌声——只有沉默和一些二手衣服，那就是死亡。”斯托帕德还利用他的角色对戏剧的可信性进行评论。虽然吉尔登斯吞批评演员团团长对死亡的表现，但当吉尔登斯吞认为他用刀刺伤了演员团团长时，他却相信了演员团团长的表演。罗森克兰茨和吉尔登斯吞完全相信演员们希望他们相信的东西。

### 元戏剧
元戲劇是《哈姆雷特之男臣之死》的核心结构元素。在斯托帕德的剧本和莎士比亚的原作《哈姆雷特》中，作为戏剧、哑剧或对戏剧理论和实践的评论的场景十分突出。在《哈姆雷特》中，元戏剧元素包括演员的台词（2.2）、哈姆雷特对演员的建议（3.2）和元剧《捕鼠器》（3.3）。由于罗森克兰茨和吉尔登斯吞本身就是《哈姆雷特》中的角色，斯托帕德的整部剧可以被视为一部元戏剧。伯纳迪娜·达·席尔维拉·皮涅罗指出，斯托帕德使用元戏剧手法来对莎士比亚《哈姆雷特》的关键元素进行“戏仿”，并突出在原作中被视为“无足轻重”的两个次要角色。

## 电影
该剧的电影版权最初于1968年被米高梅（MGM）以35万美元加上10%利润的价格买下。約翰·鮑曼被宣布为导演，鲍勃·查托夫和欧文·温克勒担任制片人。然而，这部电影并未拍摄。
该剧最终在1990年2月被改编为电影，剧本和导演由斯托帕德亲自担任。这部电影是斯托帕德唯一的电影导演作品：“[我]逐渐意识到，如果我自己来做这件事可能是个好主意——至少导演不必一直在猜测作者的意思。这只是因为我觉得自己是唯一一个可以以必要的不敬对待这部戏的人。”演员阵容包括加里·奧德曼饰演罗森克兰茨，蒂姆·罗斯饰演吉尔登斯吞，李察·德雷福斯饰演演员团团长，乔安娜·罗斯饰演歐菲莉亞，伊恩·理查森饰演波洛涅斯，乔安娜·迈尔斯饰演格特鲁德，唐纳德·桑普特饰演克勞狄斯，伊恩·格雷饰演哈姆雷特。